# NGC 1236
NGC 1236 est une galaxie elliptique située dans la constellation du Bélier. Elle a été découverte par l'astronome allemand Albert Marth en 1864.

## Caractéristiques
Sa vitesse par rapport au fond diffus cosmologique est de 7 413 ± 39 km/s, ce qui correspond à une distance de Hubble de 109,3 ± 7,7 Mpc (∼356 millions d'al).
En raison d'une brillance de surface égale à 14,13 mag/am2, on peut qualifier NGC 1236 de galaxie à faible brillance de surface (LSB en anglais pour low surface brightness). Les galaxies LSB sont des galaxies diffuses (D) avec une brillance de surface inférieure de moins d'une magnitude à celle du ciel nocturne ambiant.